# Marvel Rivals
Marvel Rivals è un videogioco sparatutto in terza persona di eroi del 2024 sviluppato e pubblicato da NetEase Games in collaborazione con Marvel Games.

## Trama
La storia segue un incontro ostile tra Doctor Doom e una sua eroica controparte del 2099, il quale provoca un intreccio temporale che porta alla creazione di nuovi mondi. Eroi e villain provenienti da tutto il multiverso si affrontano per sconfiggere entrambe le varianti di Doom prima che una di esse ottenga la vittoria sui nuovi mondi.

## Modalità di gioco
Il videogioco è uno sparatutto in terza persona con eroi 6v6. Con la giusta combinazione di 2 o 3 personaggi, chiamata "Team-Up", i giocatori possono usare un'abilità combinata, che massimizza ulteriormente l'efficienza in combattimento del loro personaggio giocabile.
Il gioco presenta ambienti distruttibili, consentendo ai giocatori di modificare il campo di battaglia a proprio vantaggio.
A novembre 2024, sono stati annunciati ufficialmente 33 personaggi giocabili. Inoltre, sono state confermate località per il gioco: Yggsgard, ovvero una fusione di Asgard e Yggrdrasil, Tokyo 2099, Klyntar, Base Hydra di Charteris e Impero Intergalattico Del Wakanda. Il gioco offre tre modalità principali: Scorta, Dominio e Convergenza.

### Partita Veloce
Nella Partita Veloce, i giocatori possono scegliere tra tre modalità: Scorta, Dominio e Convergenza. Dominio è l'unica modalità non competitiva che non prevede round multipli.

### Competitiva
Nella Competitiva le modalità sono le stesse disponibili nelle partite rapide, con la differenza che ogni modalità ha più round e le vittorie/sconfitte influenzano un sistema di ranking. Dominio si gioca allo stesso modo della modalità rapida, mentre in Scorta e Convergenza, ogni squadra deve sia difendere che attaccare. In entrambe le modalità, la squadra che arriva più lontano vince la partita, guadagnando fino a 3 punti. Se entrambe le squadre raggiungono la fine della mappa, entrambe ottengono 3 punti e la partita passa ai supplementari. La squadra che arriva alla fine della mappa con più tempo rimanente ottiene due minuti, mentre l'altra ne ottiene uno. Se entrambe le squadre ottengono lo stesso numero di punti, la partita finisce in pareggio, senza modifiche al ranking dei giocatori.

## Personaggi
Nel gioco sono presenti 3 ruoli: Stratega, Duellante e Avanguardia.
| Stratega                                                                                              | Duellante | Avanguardia                                                                              |
| --- | --- | ---------------------------------------------------------------------------------------- |
| Adam Warlock Cloak & Dagger Donna Invisibile Jeff the Land Shark Loki Luna Snow Rocket Raccoon Ultron | Black Panther Black Widow Hawkeye Hela Iron Fist Iron Man Magik Mister Fantastic Moon Knight Namor Psylocke Punisher Scarlet Witch Spider-Man Squirrel Girl Star-Lord Storm Torcia Umana Winter Soldier Wolverine Phoenix | Captain America Cosa Doctor Strange Emma Frost Groot Hulk Magneto Peni Parker Thor Venom |

## Sviluppo
Una beta limitata del videogioco è stata disponibile dal 23 luglio al 5 agosto 2024 sia per console che per PC.
Il gioco è stato ufficialmente rilasciato il 6 dicembre 2024.

## Accoglienza
Il gioco ha ricevuto un punteggio di 75/100 per la versione PC, 77/100 per la versione PS5 e 83/100 per la versione Xbox Series X su Metacritic.
Il gioco ha raggiunto 10 milioni di giocatori attivi nelle prime 72 ore dal rilascio ufficiale. Al 17 dicembre 2024, il numero di giocatori attivi ha superato i 20 milioni.